# Старо нишко гробље
Спомен-комплекс Старо гробље се налази у јужном делу града, административно припада Градској општини Палилула и налази се у истоименом насељу, које је по њему и добило име. Датира још из доба Османлијске окупације. На старост гробља указују и сами подаци са најстаријих споменика који су сачувани у западном делу.
Гробље се простире на површини од 17 хектара, где се налази више од 3.000 надгробних споменика (од овог броја око 200 споменика има уметничку или историјску вредност).

## Историја
Време настанка Старог гробља није могуће прецизно одредити, али се зна да се на њему сахрањивало још у 18. веку.
Конкретнијих извора и података нема.
У западном делу гробља, уједно и најстаријем налазе се споменици из 19. века, а најстарији гроб је гроб Воина из 1819 године.
Гробље се не користи од почетка 1970-их година 20. века.
Гробови познатих ратника за ослобођење града од Турака дају овом месту велику историјску вредност.
Као значајно културно добро, комплекс Старог гробља је 1987. године стављен под заштиту државе.
Према задњим најавама за овај локалитет у плану је постављање расвете, сређивање и претварање у меморијални парк.
На гробљу су сахрањивани погинули ратници у Српско-турским ратовима и Првом српском устанку. Осам гробова са надгробним споменицима, као аутентична сведочанства о овим догађајима, стављено под заштиту закона

## Споменици културе
Старо гробље у Нишу има велику историјску и културну вредност. Овде су сахрањене значајне личности из историје Ниша и околних места, али и читаве државе. Међу њима су и гробови познатих бораца из доба Турака, због чега је ово гробље посебно важно. Између осталих, овде се налазе споменик и гроб Станка Власотинчанина — трговца и вође Нишке буне 1841. године, затим гроб учитеља Тасе — познатог нишког учитеља и борца, као и гроб Колета Рашића — истакнутог ратника и организатора буна.
Споменици су регистровани у Непокретна културна добра на територији општине Палилула, града Ниша. Одлука СО Ниш број 020-24/83 од 7. март 1983. године. На основу одлуке Извршног савета Скупштине општине Ниш, 1983. године додаје се на списак Завода за заштиту споменика културе у Нишу и заведена је као непокретно културно добро: споменик културе. На самом гробљу се налази или се некада налазило 86 биста, 40 медаљона, 8 дубоких рељефа и стотитнак споменика за историју и културу града Ниша.

## Сахрањени на гробљу
На Нишком старом гробљу почивају мошти многих знаменитих Нишлија који су пре много година учествовали у развоју града. На гробљу су сахрањивани погинули ратници у Српско-турским ратовима и Првом српском устанку. Осам гробова са надгробним споменицима, као аутентична сведочанства о овим догађајима, стављено под заштиту закона.
Неки од њих су:
- Тодор Станковић
- Никола Коле Рашић
- Јоле Пилетић
- Учитељ Таса
- Тодор Миловановић
- Петар Икономовић
- Милован Недић
- Павле Стојковић
- Станко Власотиначки
- Нестор Жучни